# Colle de sabot
La colle à sabot est une forme de colle animale (mais la plupart du temps obtenues à partir de collagène) fabriquée en faisant bouillir les sabots d'ongulés pour obtenir de la kératine partiellement hydrolysée. Elle ne doit pas être confondue avec la colle à peau.

## Histoire
Les applications de colle pour sabots comprennent le renforcement des cordes d'arc, le collage du tissu au bois, le renforcement du tissu et le scellement des cadres de fenêtres en verre et des récipients en céramique. La colle à sabot est encore utilisée aujourd'hui dans l'ébénisterie et d'autres projets de menuiserie fine où les joints doivent pouvoir être démontés.

## Formulation
Le processus général consiste à prendre les sabots des ongulés et à les casser en petits morceaux, puis à les faire bouillir dans de l'eau jusqu'à ce que tout le matériau des sabots ait été liquéfié. Un acide est ensuite ajouté pour créer un gel épais. Le produit résultant est ensuite refroidi et laissé durcir. Une fois fondue, il est nécessaire de chauffer la substance adhésive jusqu'à ce qu'elle ait la consistance requise - de la colle à sabot fine peut être utilisée pour rigidifier les tissus ; une colle plus épaisse est utilisée dans l'ébénisterie.

## Usage
La forme stockable de la colle à sabot est un bloc dur de matériau semblable à de la résine. Pour l'utiliser, il faut casser un morceau de taille appropriée et le mélanger avec de l'eau chaude et le laisser fondre. Une fois fondu, il peut être mijoté pour réduire à l'épaisseur appropriée, puis appliqué sur l'objet en question. Une colle très fine peut être utilisée comme revêtement pour raidir et renforcer les cordages, tels que les dossiers de chaise et les sièges. La colle pour sabot n'est pas étanche, elle peut être dissoute par l'eau, donc l'humidité ou même une humidité élevée l'affectera. Mais la colle à sabot ne devient pas cassante lorsqu'elle est sèche; elle conserve une certaine flexibilité, ce qui le rend idéal pour les applications où une certaine souplesse dans le joint ou le revêtement est nécessaire.